# Josefov (Prag)

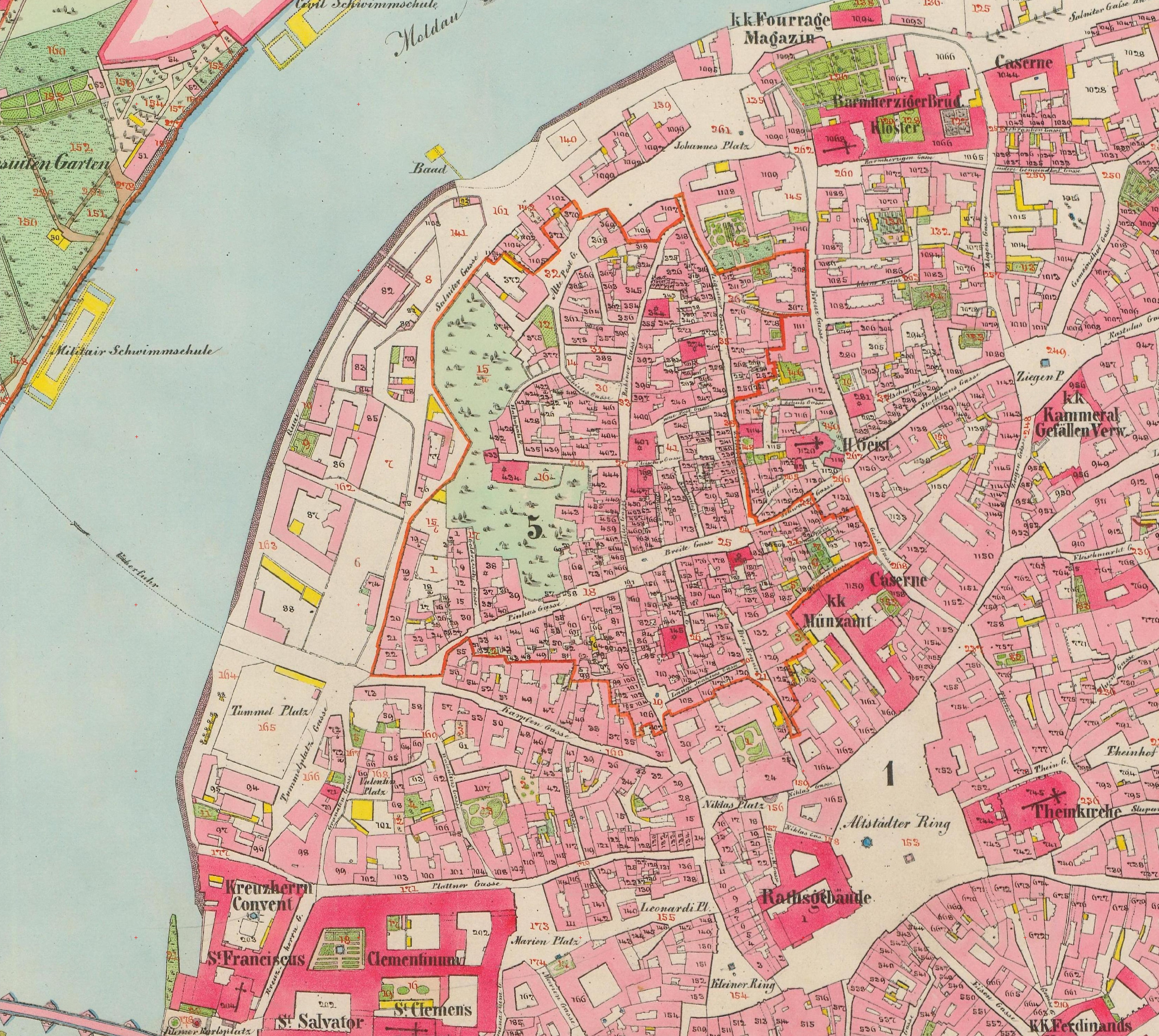
Franzkat-Katasterkarte von Josefstadt

Josefov (deutsch Josefsstadt oder auch Josephstadt) ist ein Stadtteil der tschechischen Hauptstadt Prag. Die historische Prager Judenstadt (Židovské Město pražské) ist von der Altstadt umgeben und wurde 1850 eingemeindet. Vor 1949 hieß sie auch Stadtviertel V.
Die Prager Judenstadt entstand im 13. Jahrhundert und entwickelte sich zu einer der bedeutendsten in Europa. Mit der Verleihung der Bürgerrechte an die Juden im Jahr 1848 konnten sich Juden auch in anderen Stadtteilen niederlassen (→ §31 Pillersdorfsche Verfassung). Um 1900 wurde das alte Viertel großteils abgerissen und neue Wohnbauten im Jugendstil errichtet.
Josefov wird oft durch die Flagge der Prager Juden repräsentiert, ein gelber Davidsstern auf rotem Grund.

## Geschichte

### Judenstadt
Bereits im 10. Jahrhundert werden erstmals Juden in Prag erwähnt. Im 13. Jahrhundert wurde ein separates Ghetto, die Judenstadt errichtet. In diesem mussten die Juden wohnen, abgetrennt von der übrigen Bevölkerung.
Im 16. und 17. Jahrhundert erlebte die Judenstadt ihre Blüte mit Synagogen, einer Jeschiwa, Gelehrten wie Rabbi Judah Löw und Mäzenen wie Mordechai Maisel.
1744 mussten die Juden die Stadt verlassen nach einem Erlass von Maria Theresia.
1748 durften sie zurückkehren.
1848 wurden allgemeine Bürgerrechte für Juden in Böhmen erklärt. Juden durften sich nun uneingeschränkt in ganz Prag niederlassen.

### Josephstadt

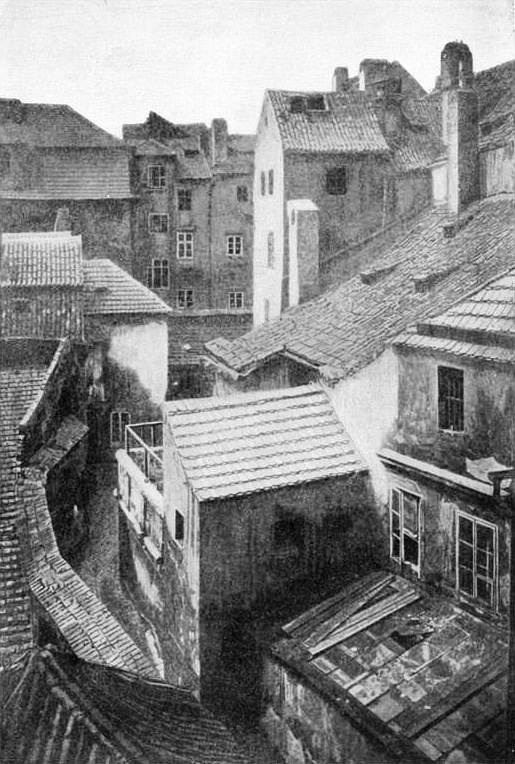
Josefov um 1890

1850 wurde das Viertel umbenannt in Josephstadt, nach Kaiser Joseph II., der die Juden mit dem Toleranzpatent 1781 gefördert hatte. Nun zogen die wohlhabenderen Familien aus dem Ghetto weg, so dass die früheren Wohnhäuser verfielen.

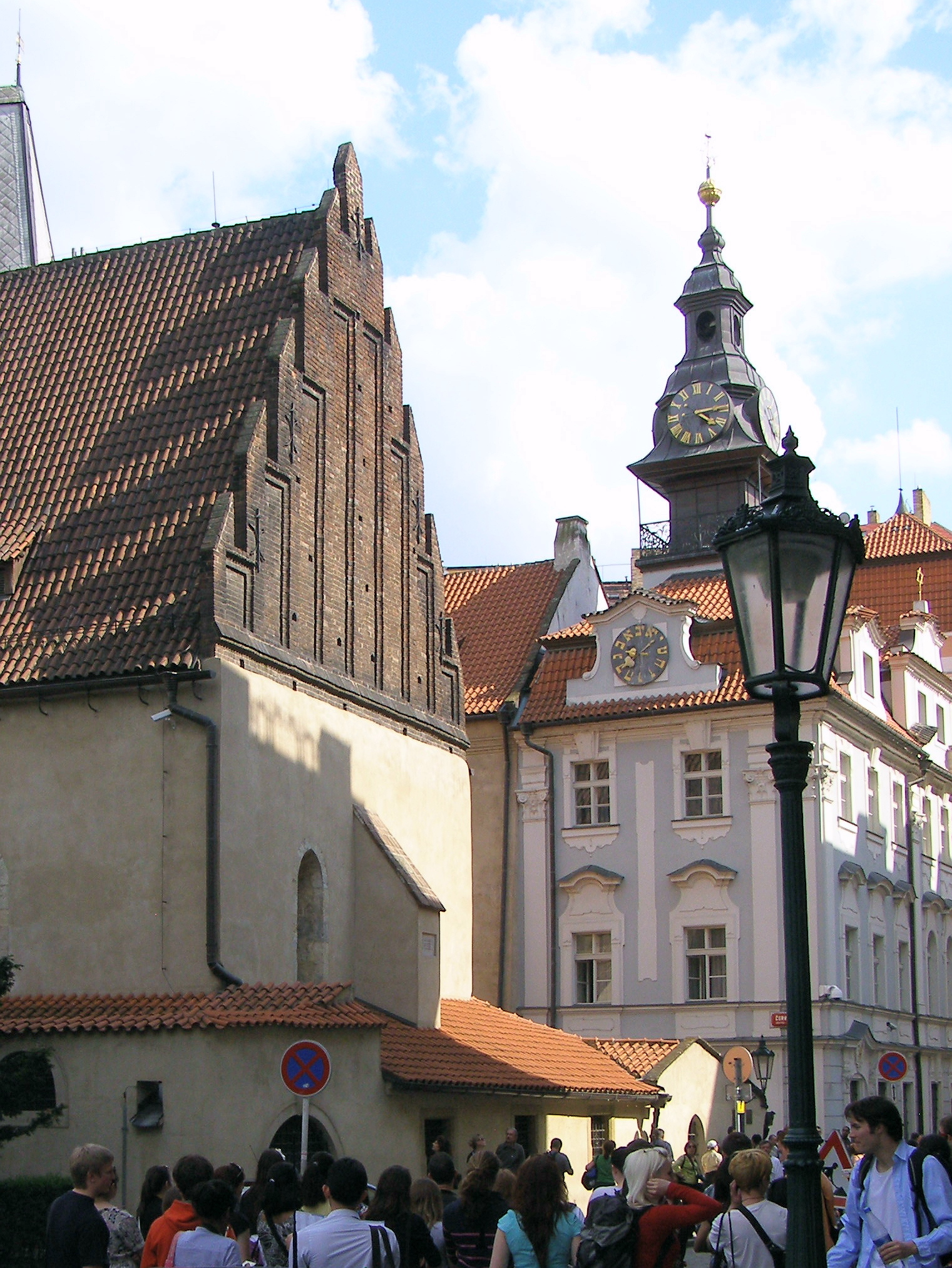
Jüdisches Rathaus und
Altneu-Synagoge

Der größte Teil des Viertels wurde schließlich zwischen 1893 und 1913 abgerissen. Historiker und Architekten sind dabei uneins, ob die Beseitigung der alten Wohnhäuser wegen der schlechten hygienischen Bedingungen und der zunehmenden Verslumung erfolgte, oder der Verkauf lukrativer zentrumsnaher Flächen den Beschluss dominierte. Sechs Synagogen, der alte Jüdische Friedhof, die Zeremonienhalle und das alte Jüdische Rathaus blieben erhalten, weil deren Abriss durch Bürgerproteste verhindert werden konnte. Zum Ende des 19. Jahrhunderts wurden im Auftrag der Prager Stadtverwaltung neue prachtvolle Jugendstil-Gebäude errichtet. Die Bebauung und die Anlage der neuen Straßen orientierte sich dabei an Vorbildern aus Paris. Die zentrale Achse und zugleich prächtigste Straße der neuen Josefstadt wurde die Pariser Straße. Das Viertel war nun nicht mehr klar umgrenzt und wurde in der Zeit der deutschen Besetzung von 1939 bis 1945 auch nicht zerstört.
Die erhaltenen religiösen Gebäude und Friedhofsanlagen sind Teil des Jüdischen Museums.
1991 hatte der Ortsteil 2354 Einwohner. Im Jahre 2001 bestand Josefov aus 66 Häusern, in denen nur noch 1997 Menschen lebten. Wichtige Straßen des Stadtteils sind die Pariser Straße (urspr. Niklasstraße), Breite Gasse (urspr. Josefstädtergasse), Maiselgasse (Maiselova ul.), Karpfengasse (Kaprova ul.)

## Sehenswürdigkeiten

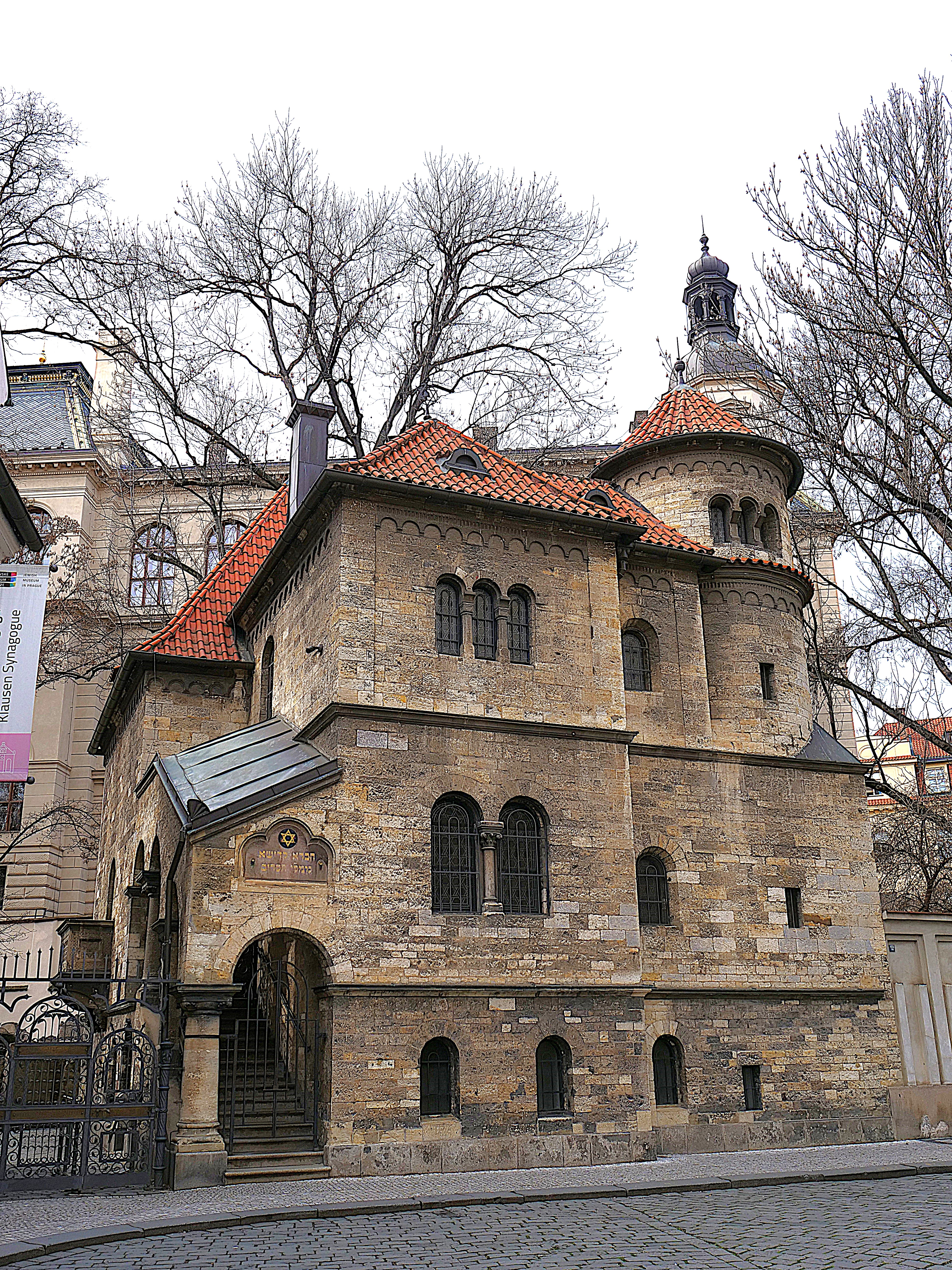
Klausen-Synagoge

- Jüdisches Museum (Židovské muzeum). Das Museum verwaltet auch diesen Friedhof:
- Alter Jüdischer Friedhof (Starý židovský hřbitov v Praze-Josefově), der vom 15. bis ins 18. Jahrhundert belegt wurde und Europas ältester noch existierender Judenfriedhof ist
- Jüdische Zeremonienhalle (Obřadní síň), ein Neorenaissancebau aus dem 20. Jahrhundert

| - Altneu-Synagoge - Hohe Synagoge - Jüdisches Rathaus - Pinkas-Synagoge - Klausen-Synagoge | - Maisel-Synagoge - Spanische Synagoge - Geburtshaus Franz Kafkas - Kunstgewerbemuseum |